# 上龙达
上龙达是巴西南大河州的一个市镇。总面积426.337平方公里，总人口9654人，人口密度22.6人/平方公里。